# Rdza śliwy

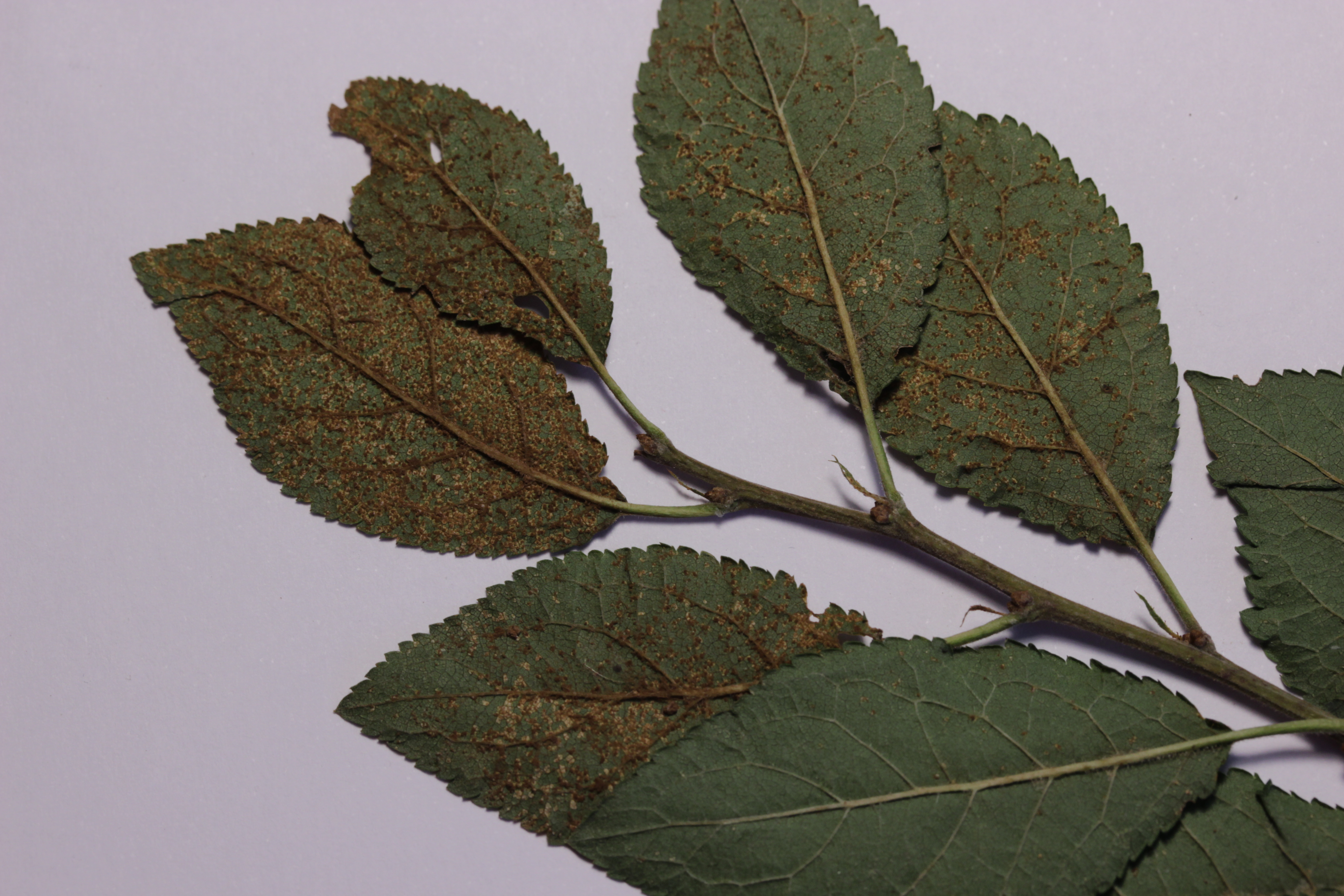
Urediniospory na liściach śliwy tarniny

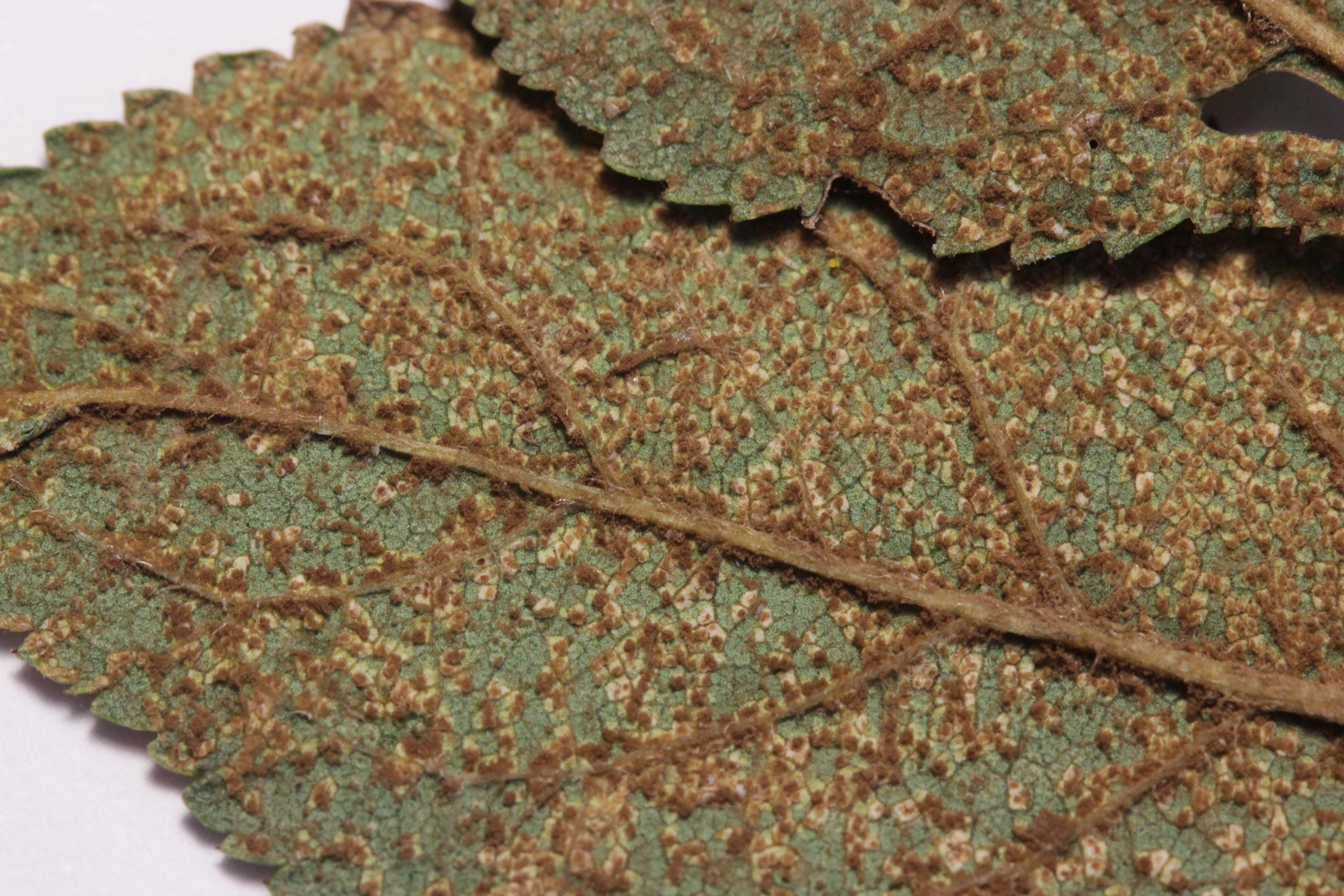
Urediniospory

Rdza śliwy (ang. red rust of stone fruit, rust: stone fruit) – grzybowa choroba śliwy wywołana przez Tranzschelia pruni-spinosae.

## Występowanie i objawy
Tranzschelia pruni-spinosae infekuje różne gatunki z rodzaju śliwa, najczęściej śliwę domową, morelę i tarninę. Występuje zarówno w tych sadach, w których nie przeprowadza się zabiegów ochrony roślin, jak i w sadach regularnie chronionych.
Rdza śliwy jest łatwa do rozpoznania. Jej objawami są pojawiające się w drugiej połowie lata na górnej stronie liści początkowo żółtawe, potem szarożółte plamki. Czasami może ich być tak dużo, że zajmują całą powierzchnię liścia. Pod nimi na dolnej stronie liści powstają liczne, drobne, rdzawe i pylące grudki. Są to uredinia wytwarzające urediniospory, początkowo brunatne, potem czarne. Silnie porażone liście przedwcześnie opadają, co osłabia drzewo, ponadto czyni go bardziej podatnym na uszkodzenia mrozowe. Skutkiem choroby jest zmniejszenie plonu, a nawet zamieranie drzew.

## Rozwój choroby
Jest to rdza dwudomowa, tzn. że jej cykl rozwojowy odbywa się na dwóch gatunkach żywicieli. Pierwszym jej żywicielem są niektóre gatunki roślin z rodzaju zawilec. W Polsce jest nim zawilec żółty (Anemone ranunculoides). Na jego liściach wiosną tworzą się pomarańczowożółte spermogonia, a później ecja. Powstające w ecjach ecjospory dokonują infekcji pierwotnej śliw. Powstające na liściach śliw urediniospory dokonują infekcji wtórnych rozprzestrzeniających chorobę. Jesienią na porażonych liściach śliw powstają telia wytwarzające przetrwalnikowe teliospory.
Zimować mogą teliospory oraz grzybnia na korze jednorocznych pędów śliw. Wiosną kiełkujące teliospory tworzą bazydiospory. Roznoszone przez wiatr dokonują one infekcji na zawilcach. Patogen może jednak rozwijać się bez udziału zawilców. Grzybnia zimująca na jednorocznych pędach śliw może bowiem tworzyć urediniospory dokonujące infekcji śliw.

## Ochrona
Zapobiega się rozprzestrzenianiu choroby poprzez usuwanie źródeł inokulum – zawilców żółtych rosnących w bezpośrednim sąsiedztwie sadów śliwowych. Brak środków chemicznych zarejestrowanych do zwalczania rdzy śliwy, ale jej rozwój ograniczają fungicydy używane do zwalczania innych chorób grzybowych śliwy, np. zawierające strobiluryny stosowane do zwalczania dziurkowatości liści drzew pestkowych. Aby były skuteczne, muszą być stosowane zaraz po zauważeniu pierwszych objawów infekcji.